# Palazzo del Freddo Giovanni Fassi
Il Palazzo del Freddo Giovanni Fassi è una gelateria fondata nel 1880 da Giovanni Fassi e sita a Roma. È una tra le gelaterie più antiche d'Italia.

## Storia
Giacomo Fassi, di origine piemontese, giunto a Roma nel 1880 con sua moglie Giuseppina, di origine siciliana, fu il fondatore di quella che sarebbe diventata una solida tradizione di famiglia, aprendo una bottega di ghiaccio, mescita di birra e grattachecca romana, inizialmente situata in via delle Quattro Fontane nei pressi di via Barberini.
Giovanni, il figlio di Giacomo (quest'ultimo morto nel 1902), era l'allora gelatiere sovrano, così chiamato poiché pasticcere ufficiale della casa reale ma si licenziò per la sua volontà di non tagliarsi i baffi come imposto dal codice ed impiegò la sua liquidazione nell'attività di famiglia, trasferendo il negozio nel 1907 prima a piazza Navona e subito dopo nel 1910 in via Piave per approdare, nel maggio del 1928, in via Principe Eugenio 65 (altre fonti riportano il 1924 o i primi anni Trenta del Novecento).
Durante il ventennio i proprietari distribuirono il gelato anche a Benito Mussolini, Vittorio Emanuele III, Pietro Badoglio e Adolf Hitler, oltre ad altri personaggi.
Durante la seconda guerra mondiale i tedeschi requisirono un albergo che si affacciava sulla gelateria e spesso si ritrovavano lì per prendere un gelato, ascoltare musica o bere un tè, mentre in seguito la Croce Rossa Americana requisì il locale per produrre il gelato per le truppe statunitensi, dal luglio del 1945 fino al settembre o al dicembre del 1946, a seconda delle fonti che si considerano.
La gelateria è poi passata di mano a Leonida, figlio di Giovanni, ed infine a Daniela e Fabrizio, figli di Leonida. Nel 2014 è stata perfezionata la vendita alla società coreana Haitai Confectionery and Foods, che già operava con il marchio "Il Palazzo del Freddo" in Corea.
Nel giardino dell'attuale sede, l'ex villino liberty Calderai-Torlonia, sono state rinvenute nel 2005 testimonianze di un antico giardino romano che forse faceva parte degli Horti Sallustiani portando alla luce per la prima volta un sistema idraulico d'irrigazione particolare.
Oltre a Roma, la gelateria ha aperto in franchising filiali negli USA, a Shanghai ed a Seul, in Corea del Sud, fornisce circa 80 gelaterie (l'ambasciatore sudcoreano era per questo motivo presente alla festa dei 130 anni di attività).

## Ricette
La più nota specialità della gelateria è il semifreddo Sanpietrino, chiamato in questo modo per via della forma come l'omonima pietra squadrata utilizzata da secoli per la pavimentazione delle strade capitoline, ricoperto da una glassa di cioccolato con dentro un cuore di crema, zabaione, cioccolato, caffè, cocco e nocciolato. Altre specialità sono il tramezzino con cioccolato, zabaione, crema e frutti di bosco e il “riso”, gelato al gusto di vaniglia arricchito di chicchi di riso.

## Tecnologia
Il "Telegelato Giuseppina" è stato invece un marchio registrato del 1928 quando Giovanni Fassi usò per primo il ghiaccio secco per confezionare i gelati per trasportarli fuori dai congelatori per diverse ore (una scatola di gelato per 8 persone che veniva spedita in ogni parte d'Europa per 28 lire). Questa "trovata" permise a Italo Balbo di portarsi scorte di gelato in Africa.
Durante l'occupazione della croce rossa, venne usato un nuovo impastatore che la famiglia aveva acquistato nel 1932, lo Hobart Air Whip, costruito da un'industria dell'Ohio (oggi mostrato in vetrina nel negozio), che rivoluzionava il processo di montatura introducendo aria e permettendo la produzione in quantità industriali. Alfred Wisner, ingegnere jugoslavo della Croce Rossa che aveva coordinato le operazioni di occupazione della gelateria, propose a Giovanni Fassi di creare una azienda per la produzione industriale di gelato usando questa nuova tecnologia. Davanti al rifiuto del proprietario, decise comunque di fondare con Italo Barbiani, un ex lavoratore della gelateria, un'azienda per la produzione industriale di gelati, che diventerà la Algida.

## Marchio
Lo stemma di produzione ha impresso di recente l'immagine dell'Esquilino, il rione storico dove ha sede l'antica gelateria. Tale uso è stato sancito dalla comunicazione ufficiale che ne ha fatto durante la celebrazione dei 130 anni di Fassi il sindaco di Roma Gianni Alemanno.

## La gelateria nella cultura
La gelateria è una vera e propria istituzione cittadina e, oltre ad essere spesso segnalata sulle guide turistiche e storico-geografiche, è citata in varie opere letterarie ambientate a Roma ed anche in testi di valore biografico e saggistico, questi ultimi riferiti soprattutto a Michelangelo Antonioni, il quale girò alla gelateria alcune scene di Identificazione di una donna, nel 1982.
Oltre che nelle guide turistiche della Capitale, la gelateria è stata citata incidentalmente anche in riviste e libri che trattano del gelato sotto il profilo alimentare (preparazione e proprietà).